# Othman Chehaibi
Othman Chehaibi (arabe : عثمان الشهايبي), né le 23 décembre 1954 à Kairouan, est un footballeur tunisien devenu entraîneur.
Actif de 1973 à 1982, au sein de la Jeunesse sportive kairouanaise, il évolue au poste de milieu de terrain.

## Biographie
Chehaibi joue pour la Jeunesse sportive kairouanaise dans les catégories des jeunes, avant de devenir titulaire en seniors à l'âge de 19 ans.
Évoluant au poste de milieu de terrain offensif, il constitue avec Khemaïs Laabidi un duo très efficace au service des attaquants Moncef Ouada et Kacem Jabbes, ce qui permet à l'équipe, après un premier contact avec l'élite de 1972 à 1974, de revenir en force en 1975 et de ne pas tarder à remporter le championnat en 1977. 
Cet exploit attire l'attention sur la Jeunesse sportive kairouanaise et ses meilleurs éléments, Laabidi, Ouada, Chehaibi, Jabbes et Fethi Rimani, sont sélectionnés en équipe nationale. Chehaibi participe ainsi à la CAN 1978 puis fait partie du groupe sélectionné pour la coupe du monde 1978.
Il poursuit sa carrière jusqu'en 1982 puis choisit une carrière d'entraîneur en Tunisie et dans les pays arabes du Golfe, avec toutefois peu de réussite. 

## Palmarès
- Champion de Tunisie en 1977
- Champion de Tunisie de la division 2 Sud en 1975

## Statistiques
- Matchs en championnat de Tunisie : 167 matchs (27 buts)
- Matchs en coupe de Tunisie : 13 matchs (3 buts)
- Sélections : 7

## Parcours en équipe nationale
- Dispute ses deux premiers matchs contre l'équipe de Libye les 13 et 25 janvier 1978 dans le cadre des éliminatoires des Jeux africains de 1978
- Participe à quatre matchs de la phase finale de la CAN 1978
- Joue son dernier match international à Damas le 9 décembre 1978 dans le cadre d'un match amical

## Carrière d'entraîneur
En Arabie saoudite, il entraîne les clubs d'Al-Taawoun et d'Al-Hazm, alors qu'en Tunisie ses principaux postes sont :
- 1999-2000 : Jeunesse sportive kairouanaise puis Kalâa Sport
- 2000-2001 : Kalâa Sport
- 2001-2002 : Jeunesse sportive kairouanaise puis Kalâa Sport[3]
- 2002-2003 : Kalâa Sport[4]
- 2005-2006 : Jeunesse sportive kairouanaise[5]
- 2006-2007 : Jeunesse sportive kairouanaise[6]
- 2007-2008 : Kalâa Sport[7]
- 2008-2011 : Directeur technique des jeunes à la Jeunesse sportive kairouanaise
- 2011-2012 : Étoile olympique de Sidi Bouzid
- 2012-2013 : Étoile olympique de Sidi Bouzid puis directeur technique des jeunes à la Jeunesse sportive kairouanaise
- 2013-2014 : Croissant sportif de M'saken[8] puis Étoile olympique de Sidi Bouzid[9]
- 2016-201.. : Club olympique de Médenine